# Rekin w Wenecji
Rekin w Wenecji (ang. Shark in Venice) – amerykański film fabularny z 2008 roku ze Stephenem Baldwinem obsadzonym w roli głównej.
Został nakręcony w Bułgarii, w wielu krajach wydano go wyłącznie na rynku DVD (direct-to-video), przez co mijał się z premierą kinową. Był dystrybuowany przez spółkę produkcyjną Nu Images, odpowiedzialną za filmy klasy „B” jak Komando Foki atakuje (U.S. Seals, 1999) czy jego sequel Oddział specjalny: Wyspa śmierci (U.S. Seals II, 2001).
W Polsce film w ostatnim kwartale 2009 roku wyemitowała stacja telewizyjna nFilm HD.

## Fabuła
David Franks (Baldwin) poszukuje skarbu ukrytego w kanałach Wenecji. W wodzie grasuje niebezpieczny drapieżnik.

## Obsada
- Stephen Baldwin jako David Franks
- Vanessa Johansson jako Laura
- Hilda van der Meulen jako podporucznik Sofia Totti
- Giacomo Gonnella jako Vito Clemenza
- Bashar Rahal jako medyk